# Sojuz TMA-10M
Sojuz TMA-10M je ruská kosmická loď řady Sojuz. Dne 25. září 2013 ji nosná raketa Sojuz FG vynesla z kosmodromu Bajkonur k Mezinárodní vesmírné stanici (ISS), kam dopravila tři členy Expedice 37, Olega Kotova, Sergeje Rjazanského a Michaela Hopkinse. Poté zůstala u ISS jako záchranná loď až do 11. března 2014, kdy se s ní stejná trojice kosmonautů vrátila na Zem.

## Posádka
Hlavní:
- Oleg Kotov (3), velitel, Roskosmos (CPK)
- Sergej Rjazanskij (1), palubní inženýr 1, Roskosmos (CPK)
- Michael Hopkins (1), palubní inženýr 2, NASA

V závorkách je uveden dosavadní počet letů do vesmíru včetně této mise.
Záložní:
- Alexandr Skvorcov, Roskosmos (CPK)
- Oleg Artěmjev, Roskosmos (CPK)
- Steven Swanson, NASA

## Průběh letu
Kosmická loď Souz TMA-10M nesená raketou Sojuz FG odstartovala z kosmodromu Bajkonur 25. září 2013 v 20:58:50 UTC. Se stanicí se spojila po čtyřech obězích země a šesti hodinách letu 26. září 2013 ve 02:45 UTC.
Dne 11. března 2014 loď i s posádkou v pořádku přistála v zasněžené stepi.
V prvních minutách 11. března 2014, v 00:02 UTC, se Kotov, Rjazanskij a Hopkins s lodí odpojili od stanice a ve 03:24 UTC téhož dne přistáli v zasněžené kazašské stepi u Džezkazganu; let trval 166 dní, 6 hodin a 25 minut.